# Jogos Olímpicos da Antiguidade

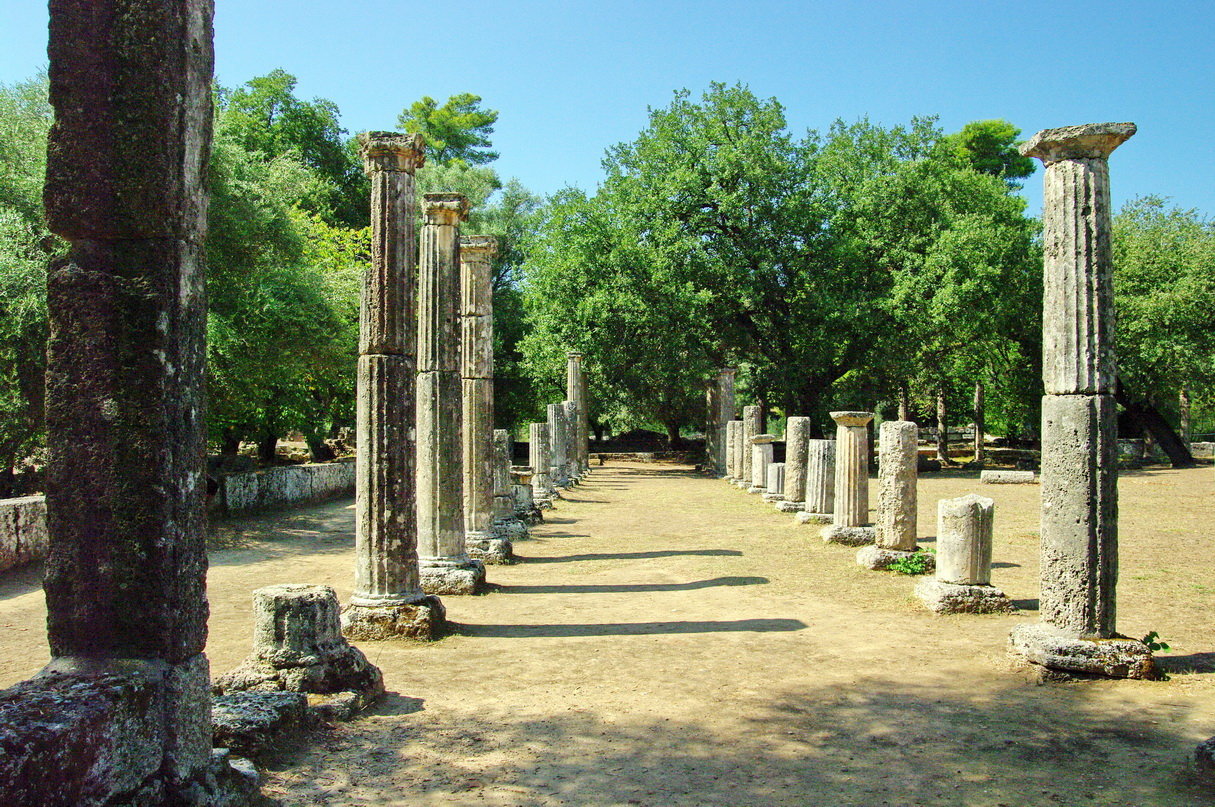
Local que era usado para o treinamento de atletas na cidade de Olímpia, na Grécia. Foi nesta cidade onde surgiram os Jogos Olímpicos.

Os Jogos Olímpicos da Antiguidade eram um festival religioso e atlético da Grécia Antiga, que se realizava de quatro em quatro anos no santuário de Olímpia, em honra de Zeus. A data tradicional atribuída à primeira edição dos Jogos Olímpicos é 776 a.C..
Os Jogos Olímpicos eram os mais importantes Jogos Pan-Helênicos, tendo sido proibidos pelo imperador cristão Teodósio I em 393, por serem uma manifestação de rituais do paganismo. Uma importante fonte sobre os jogos é Pausânias (século II d.C.), autor do livro Descrição da Grécia, um guia da Grécia baseado nas suas viagens pelo território. Outra importante fonte é um tratado sobre a ginástica de Filóstrato de Lemnos (século II-III d.C.).
A escultura e a cerâmica gregas representaram não só os atletas como a própria prática desportiva. No que diz respeito à escultura, que tinha no bronze e no mármore os materiais prediletos, muitos trabalhos sobreviveram apenas como cópias da era romana. De algumas estátuas ficou apenas a base, onde se encontram gravadas inscrições relativas ao atleta, fornecedoras de informação. Por último, as moedas cunhadas em determinadas pólis retratam determinada modalidade esportiva na qual a cidade se destacou.

## Origens

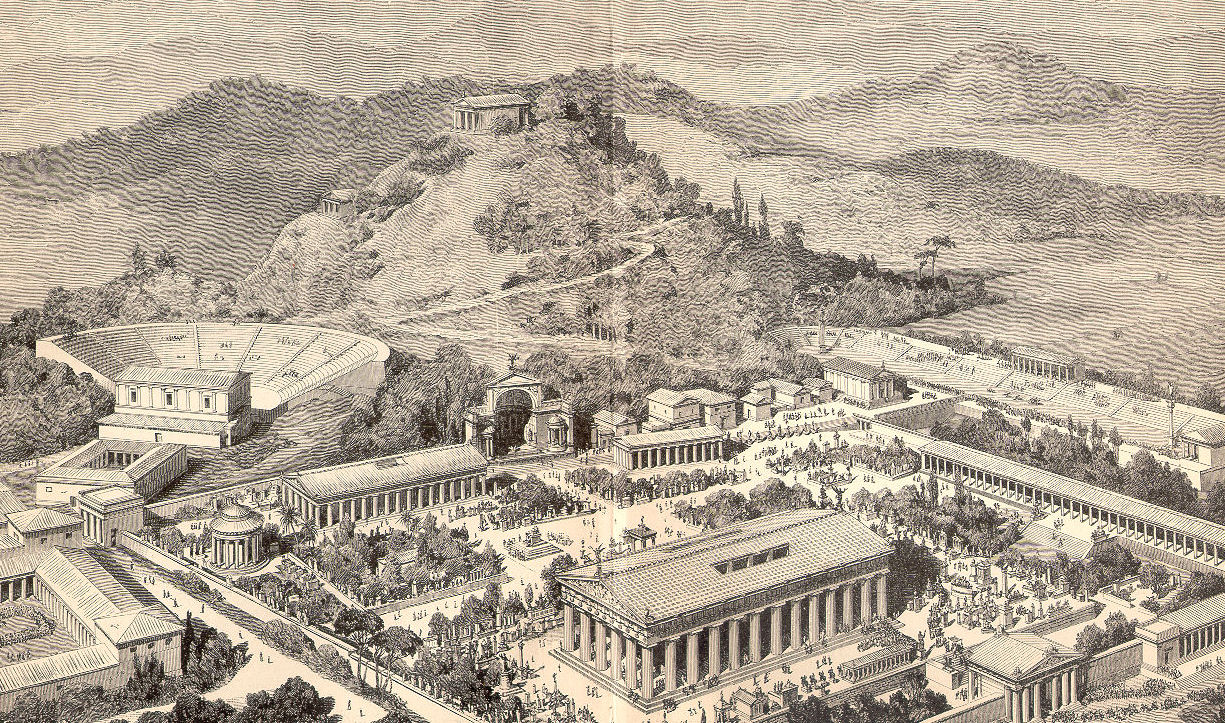
Representação artística da Olímpia antiga

Segundo os estudiosos da antiguidade de Élis, da época de Pausânias, o templo de Olímpia foi feito pelos homens da região na época em que Cronos era o rei dos titãs, a chamada Idade de Ouro. Quando Reia deixou Zeus aos cuidados dos dáctilos, ou curetes, de Ida, Héracles de Ida, o mais velho, derrotou seus irmãos numa corrida, e foi coroado com um ramo de oliveira. A partir daí, os jogos passaram a ser celebrados a cada quinto ano, pois eram cinco os irmãos  (Héracles, Peoneu, Epímedes, Iáusio e Idas).
Segundo algumas versões, Zeus derrotou Cronos em Olímpia, mas outras versões dizem que ele celebrou lá jogos para comemorar sua vitória. O campeão de vitórias entre os deuses foi Apolo, que venceu Hermes na corrida e Ares no pugilismo; por este motivo, a flauta é tocada quando os competidores do pentatlo estão na prova de salto, pois a flauta é sagrada a Apolo.
Cinquenta anos após o dilúvio de Deucalião, Clímeno, filho de Cardis, descendente de Héracles de Ida, veio de Creta para Olímpia e fundou um altar para seu ancestral Héracles e os outros curetes. Clímeno foi deposto por Endimião, filho de Étlio, que deixou o reino para o seu filho que vencesse uma corrida.
Os próximos a celebrarem jogos em Olímpia foram Pélope, Amitaão, filho de Creteu, os irmãos Neleu e Pélias, Augias e Héracles, filho de Anfitrião. Óxilo foi o último desta era a celebrar os jogos, que não voltaram a ser celebrados até seu descendente Ífito de Élida.

### Declínio
O período áureo dos Jogos Olímpicos antigos correspondeu ao século V a.C.. As perturbações que a Guerra do Peloponeso gerou na Grécia teriam inevitavelmente consequência sobre os jogos: Élide, que até então tinha mantido uma atitude politicamente neutra, aliou-se a Atenas durante este conflito e baniu os Espartanos do evento. Em 424 a.C., sob a ameaça de invasão de Esparta, os jogos tiveram que ser realizados sob proteção de tropas. Embora Esparta não tivesse chegado a invadir o santuário, este episódio revela que o conceito da "trégua sagrada" tinha sido esquecido.
Em 365 a.C. a Arcádia, ajudada por Pisa (inimiga de Élide), conquistou o santuário; as duas cidades organizaram os jogos de 364 a.C.. Élide tentou recuperar o santuário recorrendo à força; o conflito gerado levaria à pilhagem dos templos do Áltis. Élide acabaria por retomar o controle do santuário porque se temia a fúria dos deuses, tendo as Olimpíadas de 364 a.C. sido consideradas inválidas.
Em 336 a.C., depois das cidades gregas terem sido conquistadas por Filipe II da Macedónia e pelo seu filho Alexandre Magno, foi construído no Altis o Filipéion, um edifício onde se encontravam estátuas de Alexandre e da sua família feitas de ouro e marfim, materiais que até então tinham sido reservados às estátuas dos deuses.
Em 146 a.C. a Grécia foi conquistada pelos romanos. Para financiar a sua guerra contra Mitrídates VI do Ponto, o general romano Sula saqueou o Áltis (bem como os santuários de Delfos e do Epidauro). Em 80 a.C., como forma de celebrar o sucesso da sua guerra, Sula transferiu os jogos para Roma, mas depois da sua morte em 78 a.C. os jogos regressaram a Olímpia. Durante um breve período da era romana os jogos retomaram a sua vitalidade.

## Características

### Local
Os Jogos Olímpicos decorriam no santuário de Zeus em Olímpia que era feito de mármore cristalizado situado na região ocidental do Peloponeso, a cerca de 15 quilômetros do Mar Jônio, próximo da confluência dos rios Alfeus e Cladeos. Este santuário retira o seu nome ao Monte Olimpo (que se situa longe do local, na Tessália, norte da Grécia), ponto mais elevado da Grécia continental e que era na mitologia grega a residência das divindades.
O núcleo de Olímpia era o Áltis, um bosque sagrado. No centro do bosque existia um templo em estilo dórico dedicado a Zeus, que foi construído entre 468 e 456 a.C., em cujo interior se encontrava uma estátua colossal do deus da autoria de Fídias e que era considerada uma das Sete Maravilhas do Mundo Antigo.
Vestimentas
Durante as antigas Olimpíadas gregas, os atletas competiam despidos. Essa prática era parte da celebração da beleza do corpo humano e também simbolizava a pureza do espírito esportivo. Além disso, competir sem roupas era considerado um tributo aos deuses e uma maneira de homenagear o corpo humano em sua forma mais natural.

### Participantes

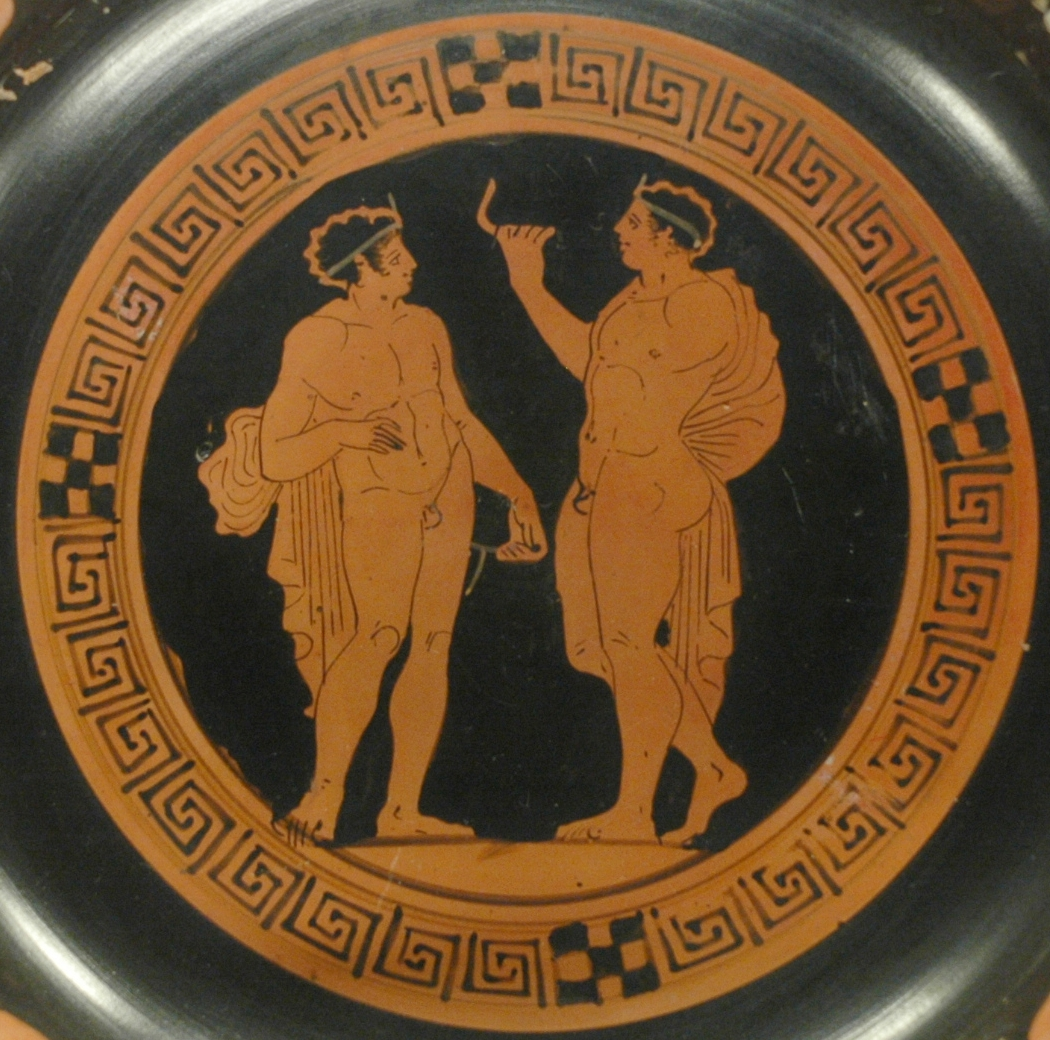
Atletas

Não poderiam participar nos jogos os estrangeiros (os "bárbaros" segundo a mitologia grega), os escravos e as mulheres - sugere-se que somente a sacerdotisa de Deméter poderia estar presente no altar em homenagem à deusa. As mulheres que violassem a regra seriam atiradas do alto do Monte Tipéon. Havia uma competição exclusivamente feminina, a Heraea, nome dado em homenagem à Hera, mulher de Zeus. Conta-se o caso de uma mulher, Calipatira, que, em 404 a.C., vestida com roupas masculinas, disfarçou-se de treinador para entrar no ginásio e ver seu filho, Psídoro de Túrio, lutar. O filho venceu a prova e a mãe, comemorando a vitória, deixou cair seu disfarce, revelando ser mulher. Ela foi absolvida por vir de uma família de campeões olímpicos, mas a partir desse acontecimento, os treinadores também passaram a se apresentar nus nas competições. Houve mulheres consideradas campeãs, porém, nas provas de cavalos, onde era declarado vencedor o dono do cavalo, não os condutores.
Os atletas eram de uma forma geral oriundos das classes mais favorecidas e tinham sido iniciados no desporto desde tenra idade. Não vinham apenas da Grécia continental, mas de todos os pontos do mundo grego que na Antiguidade incluía as colônias espalhadas pelas costas do Mediterrâneo e do Mar Negro. Os vencedores eram alvo da homenagem da sua cidade: poderiam receber alimentação gratuita, terem estátuas erguidas em sua honra e serem cantados pelos poetas.

### Organização
A organização dos jogos foi da responsabilidade da pólis de Élide. Em 668 a.C. Fídon de Argos conquistou Olímpia e entregou o controlo do santuário à cidade de Pisa, que organizou os jogos até 558 a.C., ano em que Élide retomou o controle sobre Olímpia graças à intervenção de Esparta.
No ano em que se celebrariam os jogos, Élide enviava por toda a Grécia arautos que anunciavam a data concreta em que se desenrolariam os jogos e que convidavam os atletas e os espectadores a participar. Os arautos anunciavam também a trégua sagrada, que proibia a guerra durante o período dos jogos e que visava proteger os espectadores e atletas durante vinda, estadia e regresso.
Os Jogos Olímpicos eram supervisionados por juízes, os helanócides ("juízes dos Helenos"). Estes juízes eram oriundos do seio da nobreza de Élide, sendo escolhidos à sorte dez meses antes do início do festival; o número de juízes variou ao longo dos tempos. Os juízes eram responsáveis pelo envio dos arautos. Deveriam também garantir o bom estado dos edifícios do santuário e garantir o policiamento e segurança. Intervinham igualmente nas provas, sorteando os atletas, arbitrando as provas e proclamando os vencedores, os quais coroavam. Os juízes realizavam um juramento através do qual se comprometiam a julgar de forma imparcial os concorrentes e a guardar sigilo sobre aspectos relacionados com um atleta. Também ordenavam a execução dos castigos aos atletas e treinadores que não tinham cumprido as regras; estes poderiam ser punidos com açoites em local público, algo que entre os Gregos encontrava-se em geral reservado aos escravos. No caso de suborno, previam-se multas elevadas, cujo dinheiro revertida para pagar estátuas em bronze de Zeus, expostas no santuário. Os atletas e os treinadores chegavam a Élide com um mês de antecedência para treinarem sob supervisão dos juízes. Julga-se que durante este período os atletas que não eram considerados aptos ou que não cumpriam os critérios de participação eram excluídos.

## Competições

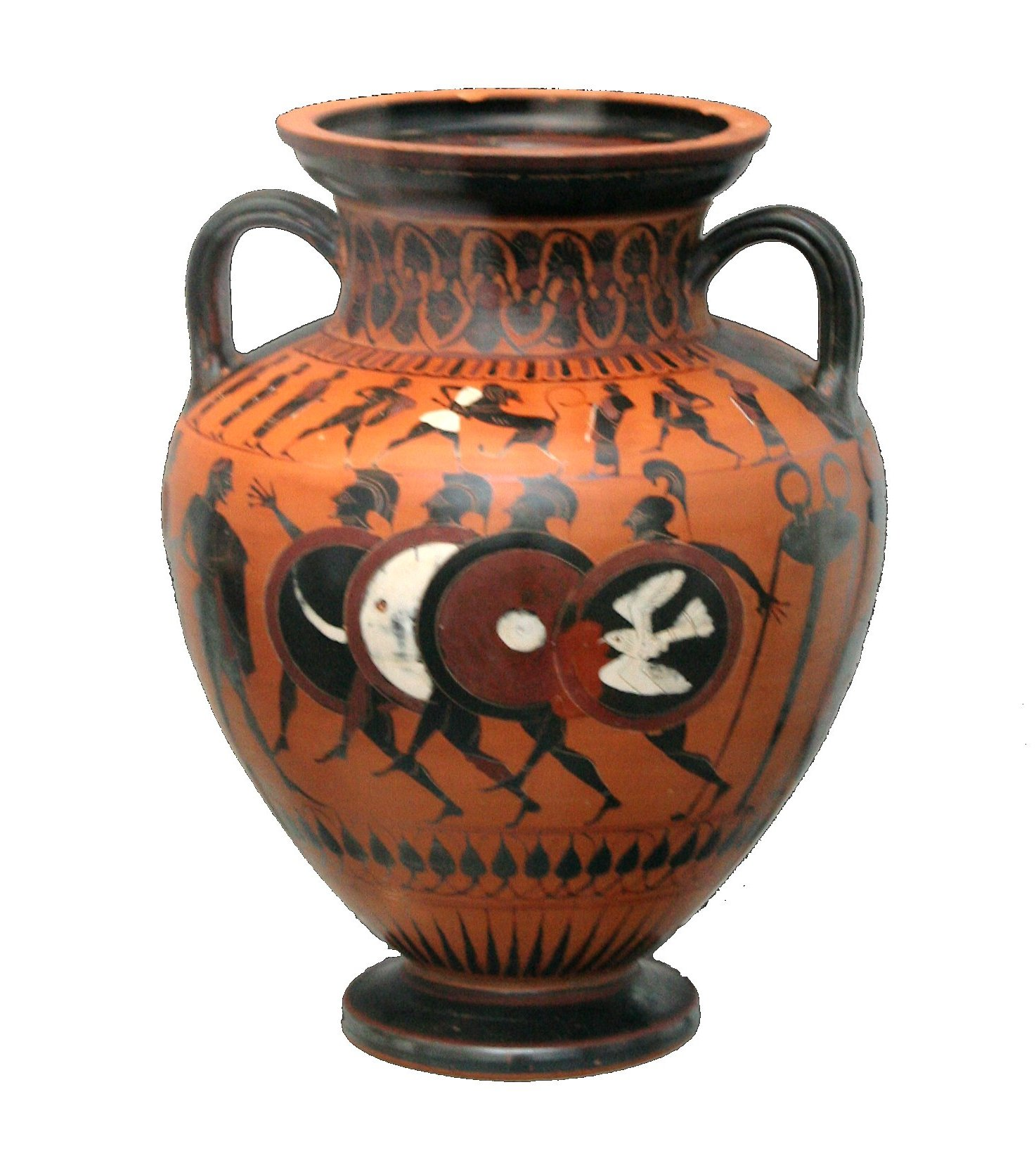
Corrida com armas

### Corridas pedestres
As corridas pedestres incluíam quatro tipos de corridas: o estádio, o diaulo (ou duplo estádio), o dólico e o hoplitódromo (ou corrida com armas). O estádio era a prova mais antiga e de maior prestígio, já que o seu vencedor daria o seu nome aos jogos. Consistia numa corrida de 192 metros, o comprimento do estádio; diaulo correspondia a uma corrida de 384 metros. Quanto ao dólico, era uma corrida que variava entre os 7 e os 24 estádios. A corrida com armas variava entre os 2 e os 4 estádios e nela os atletas levavam o capacete e o escudo dos hoplitas, o que poderia ser penoso dado o peso que representava este armamento. Para evitar a fraude, os escudos usados pelos atletas eram guardados no Templo de Zeus, de modo a evitar que alguém corresse com um escudo que fosse mais leve.

### Corridas equestres
Este tipo de prova incluía as corridas de bigas ou de cavalo de sela. Nas primeiras poderiam usar-se dois cavalos (bigas) ou quatro cavalos (quadrigas). As quadrigas teriam sido introduzidas nos Jogos Olímpicos pela primeira vez em 680 a.C. e as corridas de cavalo de sela em 648 a.C.. Uma corrida de carros consistia em doze voltas ao hipódromo, tendo cada volta entre 823 e 914 metros; a corrida de cavalo era uma volta do hipódromo.
Não eram os homens que tinham vencido as corridas que recebiam as coroas, mas os donos dos cavalos, dado que estes implicavam custos que só os mais ricos poderiam suportar. Assim, algumas mulheres com posses e políticos tornaram-se vencedores destas corridas, sem nunca terem participado nelas.

### Luta, pugilato e pancrácio

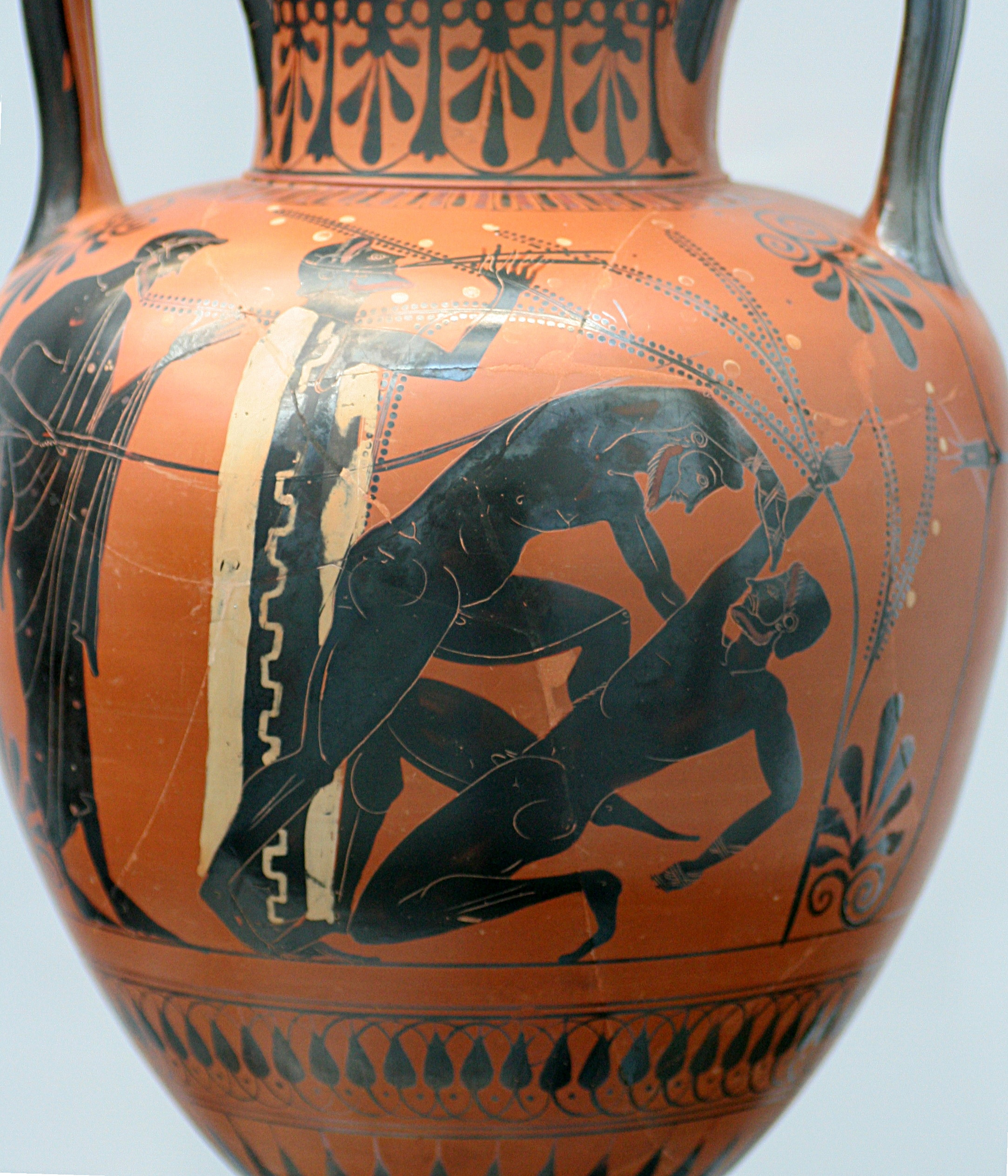
Vaso que representa cena de luta

A luta nasceu no Próximo Oriente, tendo sido adaptada pelos Gregos talvez na época micênica. Tinha como deus padroeiro Hermes.
Na luta grega era necessário provocar três vezes a queda do adversário para se consagrar vencedor. Considerava-se que tinha ocorrido uma queda quando as costas, ombros ou peito do adversário tinham tocado o chão. Antes de iniciarem a luta os concorrentes untavam o corpo com azeite e deitavam um pouco de terra para evitar que a pele se tornasse escorregadia. A prova não possuía um tempo limite. Era permitido partir os dedos do adversário, mas não era permitido realizar ataques na região genital ou recorrer a mordeduras. Existiam provas reservadas aos homens adultos e aos rapazes.
A prática do pugilato na Grécia Antiga remonta ao século VIII a.C.. Apenas se poderia atacar com os punhos e os concorrentes envolviam os dedos com tiras de couro. Não existiam assaltos nem categorias baseadas no peso dos atletas. O jogo terminava quando um dos atletas ficava inconsciente ou colocava um dedo no ar em sinal de desistência.
O pancrácio era uma combinação da luta e do pugilato, sendo o seu resultado uma prova extremamente violenta, cujos concorrentes poderiam mesmo vir a morrer. Tudo era permitido, com exceção de enfiar dedos nos olhos, atacar a região genital, arranhar ou morder. A vitória ocorria quando um dos atletas já não conseguia continuar a lutar, levantando um dedo para que o juiz percebesse.
Para cada um destes desportos, existiam provas reservadas aos homens adultos e aos rapazes.

### Pentatlo

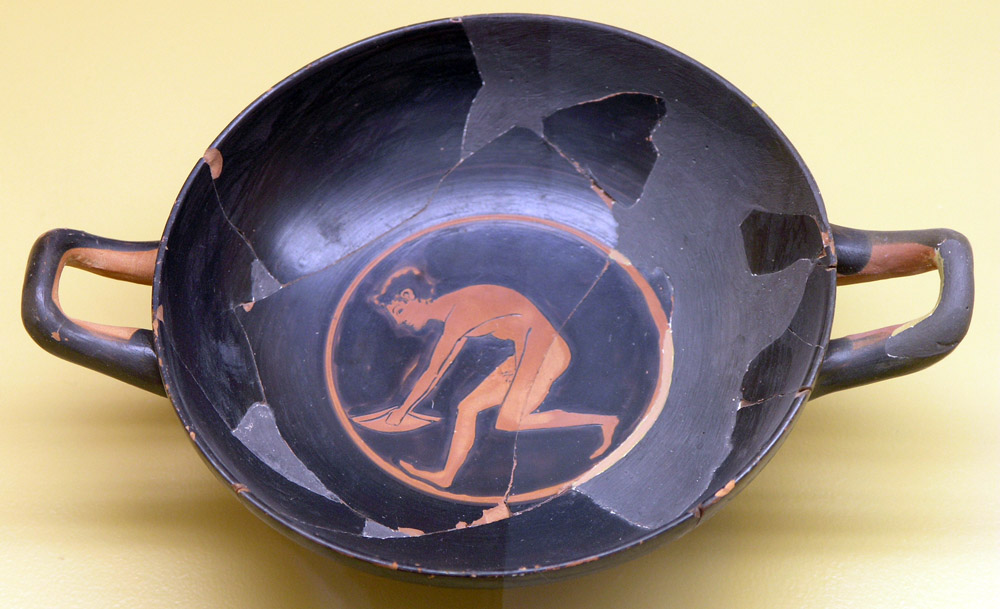
Um atleta realiza o salto em comprimento munido com dois halteres

O pentatlo dos Gregos antigos era diferente do pentatlo moderno, sendo composto pelo lançamento do disco, lançamento do dardo, salto em comprimento, a corrida de estádio (semelhante aos 200 m) e a luta.
O disco lançado pelos atletas pesava cerca de 9,5 quilos e poderia ser feito de pedra, ferro ou bronze. O vencedor era aquele que conseguia lançar o disco o mais longe possível e o vencedor era também considerado um herói. Quanto ao dardo possuía a altura de um homem e era feito em madeira. No salto em comprimento recorria-se a quatro halteres que impulsionavam o atleta na subida e que eram depois atirados quando este descia.
Caso um atleta tivesse vencido as três primeiras provas do pentatlo, não se realizavam as duas últimas.

### Data de introdução das provas
- 776 a.C.: Estádio (stadio)
- 724 a.C.: Diaulo (diaulos)
- 720 a.C.: Dolico (dolichos)
- 708 a.C.: Luta e pentatlo
- 688 a.C.: Pugilato
- 680 a.C.: Corridas de quadrigas (tethrippon)
- 648 a.C.: Pancrácio e corrida a cavalo
- 632 a.C.: Luta para rapazes
- 628 a.C.: Pentatlo para rapazes (rapidamente abandonada)
- 616 a.C.: Pugilato para rapazes
- 520 a.C.: Corrida com armas (hoplitodromos)
- 500 a.C.: Corrida de carroças puxadas com mulas (apene)
- 496 a.C.: Corridas com éguas (calpe)
- 444 a.C.: As provas apene e calpe são abandonadas
- 408 a.C.: Corridas de bigas (synoris)
- 396 a.C.: Concurso para arautos
- 200 a.C.: Pancrácio para rapazes

Em itálico - nome da prova em grego

## Reconstituição do programa

### Dia 1
Manhã
- Cerimônia de juramento dos atletas e dos juízes no Buleutério perante a estátua de Zeus Córcio (Zeus dos Juramentos)
- Provas de luta, pugilato e pancrácio para rapazes.
- Consulta de oráculos.

Tarde
- Palestras públicas de filósofos e historiadores. Recitais de poesia.

### Dia 2
Manhã
- Corridas equestres. Os concorrentes entram no hipódromo em procissão.

Tarde
- Pentatlo

Fim da tarde e noite
- Cerimonias no santuário de Pélops, identificado pela tradição como o primeiro vencedor dos jogos. Reconstituição das suas cerimônias fúnebres.
- Desfile no Áltis dos vencedores, em honra dos quais são entoados hinos. Banquetes.

### Dia 3
Manhã
- Procissão formada por todos os atletas, juízes e embaixadores das póleis gregas (que transportam vasos de ouro e prata que representam a riqueza das suas localidades) pelo Áltis. A procissão pára em frente ao Grande Altar de Zeus, onde se realiza o sacrifício de 100 bois oferecido pelo povo de Élide.

Tarde
- Corridas pedestres

Noite
- Banquete no Pritaneu, no qual participam os atletas, os convidados e os espectadores, recorrendo-se à carne utilizada no sacrifício feito de manhã.

### Dia 4
Manhã
- Luta

Meio-dia
- Pugilato e pancrácio.

Tarde
- Corrida com armas.

### Dia 5
- Procissão liderada pelos atletas vencedores até ao Templo de Zeus, onde serão premiados um por um com uma coroa de louro atribuída pelos juízes. Os espectadores atiram pétalas e folhas sobre os vencedores. À noite, grandes festas e banquetes. No dia seguinte os atletas, espectadores e embaixadores iniciam a viagem de regresso às suas terras.